# Leningrader Rajon (Kaliningrad)
Der Leningrader Rajon (russisch Ленинградский район Leningradski rajon) ist einer von drei Verwaltungsbezirken der Stadt Kaliningrad (Königsberg Preußen), der Hauptstadt der russischen Oblast Kaliningrad (Gebiet Königsberg).

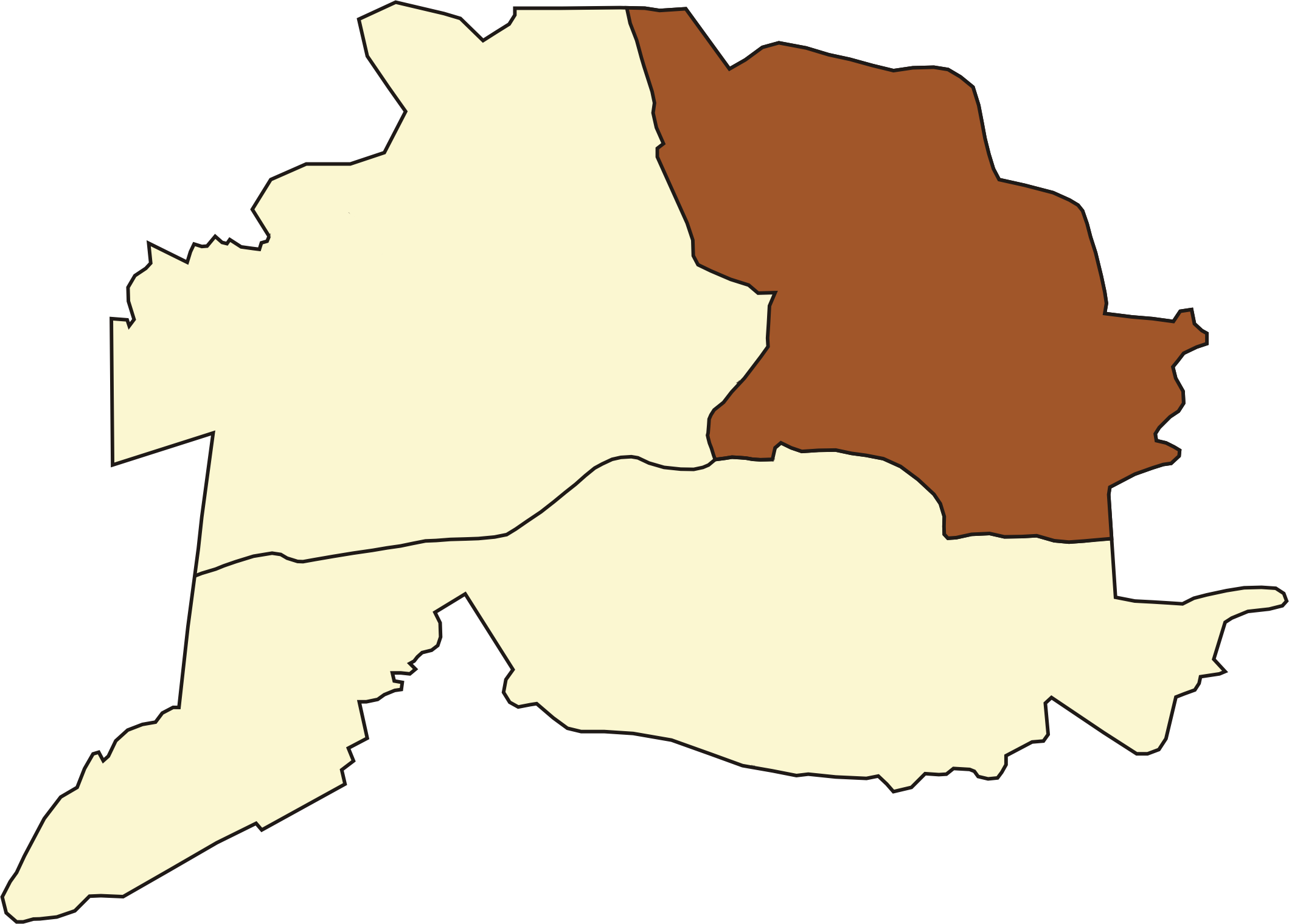
Der Leningrader Rajon im Stadtgebiet Kaliningrads

## Geographische Lage

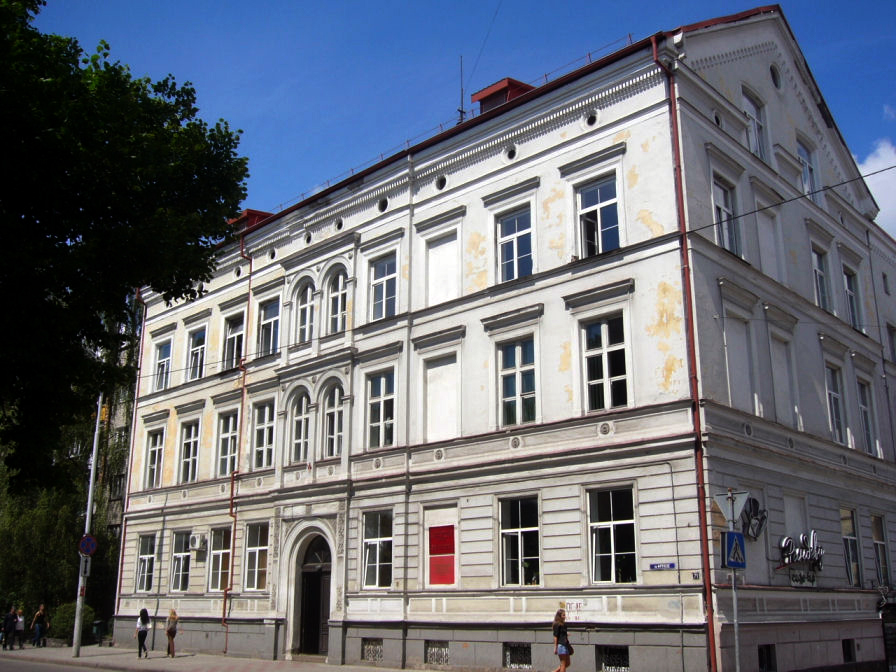
Das Amtsgebäude des Leningrader Rajon in Kaliningrad

Der Leningrader Rajon liegt im Nordosten der Stadt Kaliningrad und umfasst ein Gebiet von 53,7 km² mit 149.531 Einwohnern (Stand: 2010). Im Westen und Süden grenzt er an die beiden anderen Stadtbezirke Zentralrajon und Moskauer Rajon, im Norden und Osten an den Rajon Gurjewsk (Kreis Neuhausen) mit den Landgemeinden Chrabrowskoje (Powunden), Kutusowskoje (mit Sitz in Maloje Wassilkowo (Neudamm)) und Bolscheissakowskoje (Lauth).

## Geschichte
Am 25. Juli 1947 wurden in der Stadt Kaliningrad vier Stadtbezirke errichtet, neben dem Leningrader Rajon waren es der Baltische, der Moskauer und der Stalingrader Rajon. Aus dem Stalingrader Rajon wurde 1952 der Zentralrajon herausgelöst. 1961 wurde der Stalingrader Rajon in Oktoberrajon umbenannt.
Am 29. Juni 2009 wurden der Baltische Rajon in den Moskauer Rajon und der Oktoberrajon in den Zentralrajon eingegliedert.

## Eingliederung der Stadtteile Königsbergs
In den Leningrader Rajon wurden 1947 zwölf ehemalige Stadtteile von Königsberg (Preußen) und auch Orte des Landkreises Königsberg (1939 bis 1945 Landkreis Samland) eingegliedert:
| Deutscher Name | Russischer Name |  | Deutscher Name       | Russischer Name |
| -------------- | --------------- |  | -------------------- | --------------- |
| Ballieth       | Perwomaiski     |  | Liep                 | Oktjabrskoje    |
| Beydritten     | Perwomaiski     |  | Maraunenhof          | Bolschije Prudy |
| Borkenhof      | Wostotschnoje   |  | Palwehof             |                 |
| Devau          | Rischskoje      |  | Rothenstein          | Kutusowo        |
| Kalthof        | Rischskoje      |  | Quednau              | Sewernaja Gora  |
| Kummerau       | Newskoje        |  | Sackheimer Ausbauten | Oktjabrskoje    |